# Juanmi Latasa
Juan Miguel "Juanmi" Latasa Fernández Layos (nascut el 23 de març de 2001) és un futbolista professional espanyol que juga com a davanter al Reial Valladolid de la Lliga.

## Carrera de club

### Reial Madrid
Latasa va debutar amb el Reial Madrid en un empat a 1 contra el Cadis el 15 de maig de 2022.

#### Cessió al Getafe
El 26 d'agost de 2022, Latasa va fitxar pel Getafe amb una cessió per a una temporada i una opció de compra inclosa. El Reial Madrid mantindria el dret de tanteig i un percentatge d'una possible venda futura si acaba fitxant pel Getafe de manera permanent. El 2 de juliol de 2023, el Getafe va ampliar la cessió de Latasa una temporada més fins al final de la temporada 2023-24.

### Valladolid
El 14 d'agost de 2024, el Real Valladolid va anunciar el fitxatge de Latasa amb un contracte de cinc anys.